# Rathausplatz Tallinn

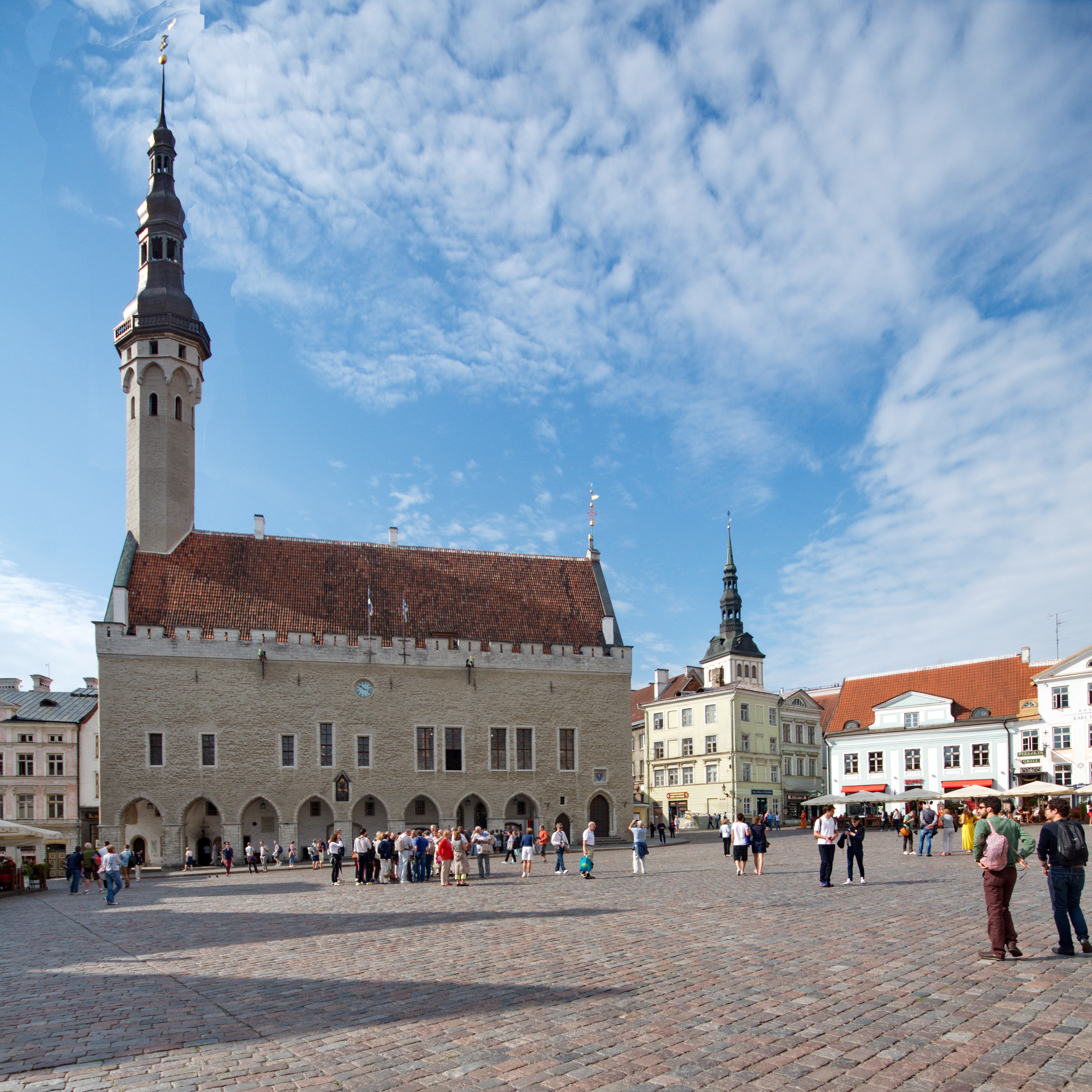
Rathausplatz, Blick auf das Rathaus

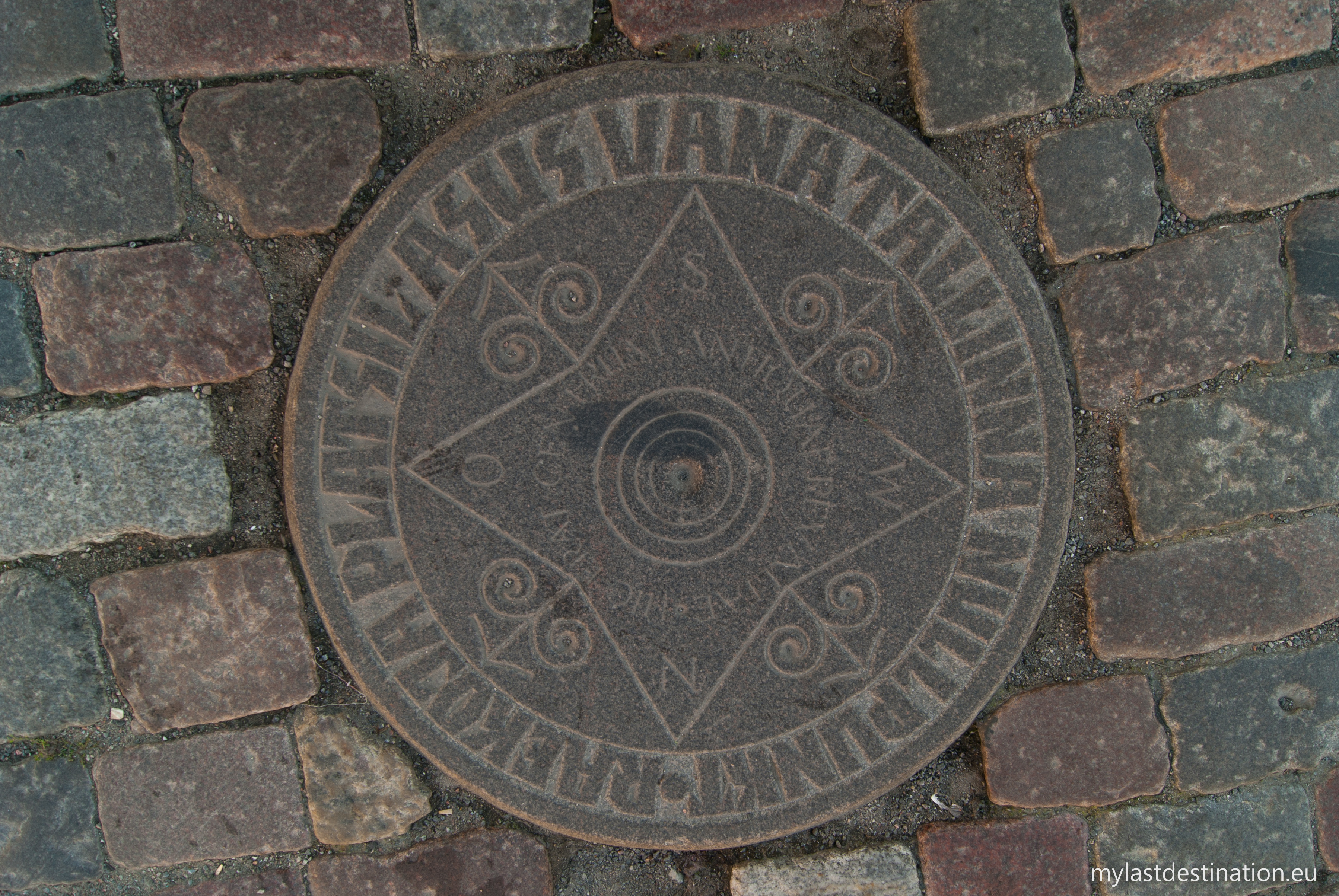
Revaler Nullpunkt auf dem Platz

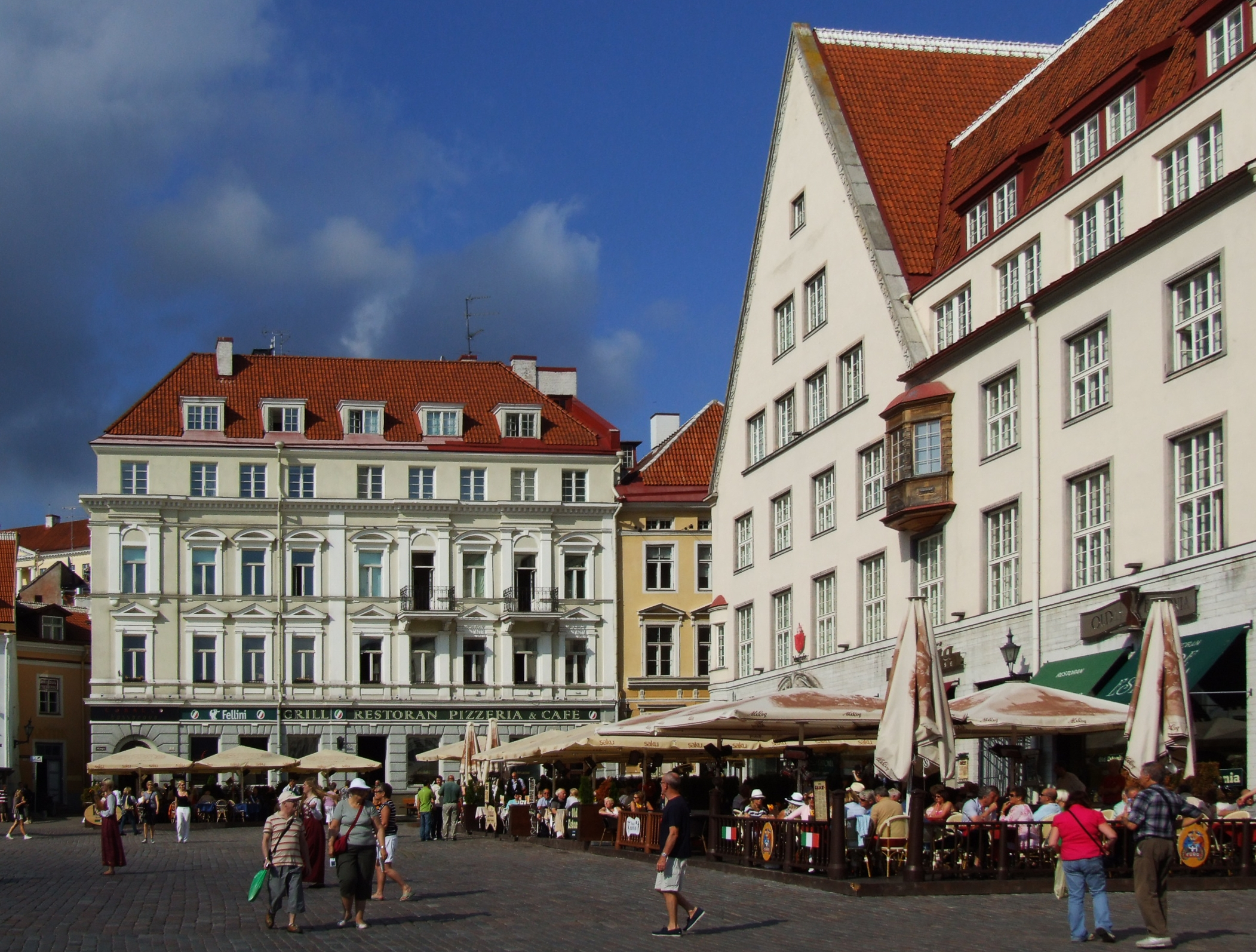
Platzbebauung

Der Rathausplatz (estnisch Raekoja plats) ist ein Platz in der estnischen Hauptstadt Tallinn (deutsch Reval).

## Lage
Der Platz liegt im Zentrum der Revaler Altstadt. Auf ihn münden acht altstädtische Straßen ein, die Schuhstraße (estnisch: Kinga), die Mundtenstraße (Mundi), der Weckengang (Saiakang), die Apothekerstraße (Apteegi), die Markthalsgasse (Vanaturu kael), die Goldschmiedestraße (Kullassepa), die Dunkerstraße (Dunkri) und die Fuhrmannsgasse (Voorimehe).

## Geschichte und Gebäude
Eine erste Erwähnung des Platzes ist aus dem Jahr 1313 überliefert. Er war bereits im 14. Jahrhundert gepflastert. Seinen heutigen Namen trägt er erst seit 1923. Zuvor waren die Namen Neumarkt, Deutscher Markt, Großer Markt und Schwedischer Markt in Gebrauch. Er diente lange als Markt und zentraler Ort der Stadt Reval. In der Mitte des Platzes befand sich von 1337 bis 1816 ein Pranger. Ein geschnitzter, ursprünglich am Pranger befindlicher Kopf, wird heute im Turm Kiek in de Kök gezeigt. Sein Standort ist auf dem Platz markiert. 1441 wurde auf dem Platz das erste Weihnachtsfest gefeiert.
Die Nutzung als Marktplatz endete im Jahr 1896. Seit diesem Jahr wurde der reguläre Handel andernorts abgewickelt. Auch heute noch dient der Platz jedoch für Jahrmärkte. Auch der Revaler Weihnachtsmarkt findet hier statt. 
In das Pflaster des Platzes ist eine Steinplatte eingelassen, die den Mittelpunkt der Stadt markierte, wovon aus Entfernungen innerhalb Revals angegeben wurden. Ein aus zwei Steinen gebildetes großes L bezeichnet die Stelle, an der ein Priester enthauptet wurde. Es handelte sich um die einzige Hinrichtung innerhalb der Stadtmauern Revals. Er hatte das Dienstmädchen der Schenke mit einer Axt im Zorn getötet.
Dominiert wird der von vielen historischen Bauten umstandene Rathausplatz von dem an seiner Südseite stehenden Rathaus der Stadt. An der Nordostseite befindet sich die bekannte Ratsapotheke (Hausnummer 11). Bis 1944 befand sich mitten auf dem Platz das historische Waagehaus, das jedoch beim sowjetischen Luftangriff auf Reval zerstört wurde. Eine Markierung auf dem Platz bezeichnet den ehemaligen Standort.
Auch heute hat der Platz eine zentrale Funktion für Reval. In den umstehenden Häusern befindet sich eine Vielzahl gastronomischer Betriebe. Viele der Gebäude sind denkmalgeschützt, darunter auch die Häuser Rathausplatz 16 und 17 und das Höppner-Haus mit der Hausnummer 18.